# Большой симфонический оркестр имени П. И. Чайковского
Большой симфонический оркестр имени П. И. Чайковского (сокращённо — БСО), в 1930—1952 — Оркестр Всесоюзного радиокомитета (сокращённо Оркестр ВРК), в 1953—1973 — Симфонический оркестр Всесоюзного радио (с 1966 Большой симфонический оркестр, БСО ВР), в 1974—1978 — БСО Всесоюзного радио и телевидения, в 1979—1991 — Большой симфонический оркестр Центрального телевидения и Всесоюзного радио (БСО ЦТ и ВР), с 1993 года — БСО имени П. И. Чайковского — российский государственный симфонический оркестр.

## Исторический очерк
Основан в 1930 году как оркестр при Всесоюзном комитете по радиовещанию (ВРК), изначально предназначался для трансляций академической музыки в прямом эфире. Огромную роль на раннем этапе становления оркестра сыграли А. И. Орлов (главный дирижёр оркестра ВРК в 1930—1937) и Н. С. Голованов (главный дирижёр оркестра ВРК в 1937—1953). При Голованове коллектив приобрёл статус одного из лучших советских симфонических оркестров. Всенародной известности способствовали осуществлённые им многие аудиозаписи оркестра (начиная с 1938) с участием ведущих советских музыкантов (например, все симфонические поэмы Ф. Листа). В 1960-е годы состоялись первые зарубежные гастроли оркестра. 
За пультом дирижёра оркестра Всесоюзного радио в разное время стояли Леопольд Стоковский, Евгений Мравинский, Оскар Фрид, Курт Зандерлинг, с оркестром выступали Эмиль Гилельс, Маргарита Фёдорова, Юрий Башмет, Гидон Кремер и многие другие известные дирижёры и исполнители. В исполнении БСО впервые прозвучали сочинения Д. Шостаковича, А. Хачатуряна, Б. Чайковского, Свиридова, Тактакишвили и других композиторов XX века. В 1974 году оркестр возглавил В. И. Федосеев, под его управлением проходят гастроли оркестра в разных городах мира, коллектив принимает участие в международных фестивалях.

## Руководители оркестра
- 1930—1937 — Александр Иванович Орлов
- 1937—1953 — Николай Семёнович Голованов
- 1953—1961 — Александр Васильевич Гаук
- 1961—1974 — Геннадий Николаевич Рождественский
- с 1974 — Владимир Иванович Федосеев

## Известные музыканты оркестра
- Владимир Досадин (1933—2012) — тубист
- Анатолий Любимов (род. 1941) — гобоист
- Клавдия Морейнис (1911—2001) — тромбонист
- Белоцерковский Исаак Моисеевич (1909—1995) — скрипач
- Симон, Виктор Львович (1930—2021) — виолончелист

## Награды
- Орден Трудового Красного Знамени.
- Благодарность президента Российской Федерации (20 марта 2011 года) — за большой вклад в развитие отечественного музыкального искусства и достигнутые творческие успехи[2].
- Благодарность Министра культуры и массовых коммуникаций Российской Федерации (28 ноября 2005 года) — за многолетнюю плодотворную деятельность в области музыкального искусства и в связи с 75-летием со дня основания федерального государственного учреждения «Государственный академический Большой симфонический оркестр им. П.И.Чайковского»[3].